# Hertog Karel Eduard-medaille
De Hertog Karel Eduard-medaille (Duits: Herzog Carl Eduard-Medaille) was een onderscheiding van het hertogdom Saksen-Coburg en Gotha. De medaille werd gesticht in 1905 en krachtens een besluit van 10 maart 1911 met ingang van 1915 in een ovale vorm uitgereikt. De ovale medaille diende als beloning voor verdienste en dapperheid in wat later de Eerste Wereldoorlog zou gaan heten.
De zilveren medaille werd ingesteld door hertog Karel Eduard van Saksen-Coburg en Gotha. De achtergrond van het besluit om tot het verlenen van een ovale medaille over te gaan was dat de medaille in ronde vorm te veel leek op de aan de gezamenlijke Saksisch-Ernestijnse Huisorde verbonden zilveren medaille leek. Karel Eduard wilde laten zien dat de Karel Eduard-Medaille zijn eigen onderscheiding was. De val van de monarchie maakte in november 1918 een einde aan de onderscheidingen van het hertogdom dat in 1921 ophield te bestaan en in de vrijstaat Thüringen opging.
- Ronde zilveren Hertog Karel Eduard-medaille Ie Klasse (1905 - 1920)
- Ronde zilveren Hertog Karel Eduard-medaille IIe Klasse (1905 - 1911)

De ovale Karel Eduard-medaille werd in 1918 en 1919 in brons toegekend voor verdienste aan het thuisfront ("Heimatverdienst") of aan het front. In dat laatste geval werd de medaille met zwaarden op het geel met zwarte lint uitgereikt. In het eerste geval wordt van het "Ereteken voor Vaderlandse Verdienste" of "Ehrenzeichen für Heimatverdienst" gesproken. Voor herhaalde verleningen droeg de gedecoreerde gespen met jaartallen op het lint van de medaille voor verdienste aan het front. De militaire medaille werd aan een 20 millimeter breed zwart-geel-zwart lint op de linkerborst gedragen.
Voor civiele verdiensten werd dezelfde ovale medaille maar dan in brons of bij gebrek aan brons van geoxideerd oorlogsmetaal, uiteraard zonder de zwaarden, aan een zwart lint met geel-groen-zwart-gele bies gedragen. Dames droegen deze medaille aan een strik op de linkerschouder.
Op de voorzijde is de regerende hertog Karel Eduard in uniform afgebeeld binnen het rondschrift "CARL EDUARD HERZOG VON SACHSEN COBURG U. GOTHA". Op de keerzijde is het wapen van de hertog binnen de takken van een eik afgebeeld met daarboven de opdracht "FUER VERDIENST" en daaronder het motto "TREU UND BESTÆNDIG". De ovale medaille is met het lint verbonden door een beugelkroon Alle medailles, zwaarden en gespen zijn van zilver. Het ontwerp en het stempel zijn van de hand van de Berlijnse medailleur Max v. Kawaczynski. De kwaliteit van de afslag door Chr. Lauer in Neurenberg en van het zeer gedetailleerde ontwerp is zeer hoog. De medaille is 53 millimeter hoog en 33 millimeter breed. Hij weegt 29 gram. De na 1930 uitgereikte medailles waren van verzilverd metaal.
Het hartschild van het in 1905 aangenomen wapenschild van Carl Eduard is dat van het Verenigd Koninkrijk van Groot-Brittannië en Ierland. Ook de twee gekroonde leeuwen verwijzen naar zijn koninklijke afstamming. Zijn grootmoeder was de Britse koningin Victoria. De kroon van Sint-Edward die het hartschild hoort de bedekken is weggelaten. Ook de kousenband ontbreekt.
Omdat tijdens de langdurige en zeer bloedige Eerste Wereldoorlog een medaille tekortschoot bij het onderscheiden van de dappere militairen werd in 1915 ook een Carl Eduard-Oorlogskruis ingesteld.
De ovale zilveren Karel Eduard-medaille werd op elf verschillende manieren uitgereikt.
- De Karel Eduard-medaille met de gesp "1914" voor verdienste aan het thuisfront
- De Karel Eduard-medaille met de gesp "1915" voor verdienste aan het thuisfront
- De Karel Eduard-medaille met de gesp "1916" voor verdienste aan het thuisfront
- De Karel Eduard-medaille met de gesp "1917" voor verdienste aan het thuisfront
- De Karel Eduard-medaille met de gesp "1918" voor verdienste aan het thuisfront
- De Karel Eduard-medaille met de zwaarden op het lint en de gesp "1914" voor moed en verdienste aan het front
- De Karel Eduard-medaille met de zwaarden op het lint en de gesp "1915" voor moed en verdienste aan het front
- De Karel Eduard-medaille met de zwaarden op het lint en de gesp "1916" voor moed en verdienste aan het front
- De Karel Eduard-medaille met de zwaarden op het lint en de gesp "1917" voor moed en verdienste aan het front
- De Karel Eduard-medaille met de zwaarden op het lint en de gesp "1918" voor moed en verdienste aan het front

Nimmergut geeft een opgave van 416 verleningen
In 1935 heeft Karel Eduard die inmiddels een hoge rang in de SS beklede nog een nieuwe graad ingesteld.
- De Karel Eduard-medaille met de zwaarden aan de ring

De gekruiste zwaarden zijn tussen kroon en medaille aangebracht. Nimmergut vermeldt 64 toekenningen, waarvan 43 aan burgers en 21 aan militairen. Omdat Karel Eduard ook na zijn troonafstand medailles en orden bleef uitreiken werden na 1918 nog medailles geproduceerd en uitgereikt. Dergelijke zwaarden aan de ring werden in Duitsland traditioneel gebruikt om aan te geven dat iemand eerst was onderscheiden in oorlogstijd (met de zwaarden) en daarna in vredestijd de onderscheiding nogmaals had ontvangen. In 1935 verbood Adolf Hitler de Duitsers om nog langer ridderorden en onderscheidingen van de voormalige regerende vorsten en hun opvolgers aan te nemen.

## Bekende gedecoreerden
- Generaal Gotthard Heinrici
- Manfred von Richthofen
- Adolf Hühnlein